# Musculus rectus inferior
Musculus rectus inferior, også benævnt musculus rectus bulbi inferior, er en muskel i øjenhulen hvis kontraktion fremkalder en skrå medio-inferior hældning af øjet (kigger skråt indad-nedad). Musklen deler udspring og innervation med musculus rectus superior, nemlig i annulus tendineus communis med innervation fra nervus oculomotorius.